# Rodrigo González (calciatore 2000)
Rodrigo Iván González (Rosario, 14 aprile 2000) è un calciatore argentino, difensore dell'Aldosivi.

## Caratteristiche tecniche
Gioca come terzino destro.

## Carriera

### Club
González è cresciuto nel settore giovanile del Rosario Central, con cui ha debuttato il 9 marzo 2019 nell'incontro di Primera División pareggiato 0-0 contro il Godoy Cruz. Tre settimane dopo ha firmato il suo primo contratto professionistico.
Nel 2021 è stato ceduto in prestito per una stagione al Belgrano in Primera B Nacional. Dal 2022 al 2023 ha invece giocato nel Guillermo Brown, imponendosi come titolare nel suo ruolo.
Il 1º febbraio 2024 è stato ceduto a titolo gratuito all'Aldosivi, in seconda divisione.

### Nazionale
Nel 2019 ha giocato 2 partite con la nazionale argentina Under-20.

## Statistiche

### Presenze e reti nei club
Statistiche aggiornate al 31 luglio 2025.
| Stagione               | Squadra                | Campionato             | Campionato | Campionato | Coppe nazionali | Coppe nazionali | Coppe nazionali | Coppe continentali | Coppe continentali | Coppe continentali | Altre coppe | Altre coppe | Altre coppe | Totale | Totale | Totale |
| Stagione               | Squadra                | Comp                   | Pres       | Reti       | Comp            | Pres            | Reti            | Comp               | Pres               | Reti               | Comp        | Pres        | Reti        | Pres   | Reti   |        |
| ---------------------- | ---------------------- | ---------------------- | ---------- | ---------- | --------------- | --------------- | --------------- | ------------------ | ------------------ | ------------------ | ----------- | ----------- | ----------- | ------ | ------ | ------ |
| 2019-2020              | Rosario Central        | PD                     | 1          | 0          | CA+CdL          | 0               | 0               | -                  | -                  | -                  | -           | -           | -           | 1      | 0      |        |
| 2021                   | Belgrano               | PBN                    | 5          | 0          | CA              | 0               | 0               | -                  | -                  | -                  | -           | -           | -           | 5      | 0      |        |
| 2022                   | Guillermo Brown        | PBN                    | 34         | 1          | CA              | 0               | 0               | -                  | -                  | -                  | -           | -           | -           | 34     | 1      |        |
| 2023                   | Guillermo Brown        | PBN                    | 32         | 0          | CA              | 0               | 0               | -                  | -                  | -                  | -           | -           | -           | 32     | 0      |        |
| Totale Guillermo Brown | Totale Guillermo Brown | Totale Guillermo Brown | 66         | 1          |                 | 0               | 0               |                    | -                  | -                  |             | -           | -           | 66     | 1      |        |
| 2024                   | Aldosivi               | PBN                    | 36         | 0          | CA              | 0               | 0               | -                  | -                  | -                  | -           | -           | -           | 36     | 0      |        |
| 2025                   | Aldosivi               | PD                     | 17         | 0          | CA              | 2               | 0               | -                  | -                  | -                  | -           | -           | -           | 19     | 0      |        |
| Totale Aldosivi        | Totale Aldosivi        | Totale Aldosivi        | 53         | 0          |                 | 2               | 0               |                    | -                  | -                  |             | -           | -           | 55     | 0      |        |
| Totale carriera        | Totale carriera        | Totale carriera        | 125        | 1          |                 | 2               | 0               |                    | -                  | -                  |             | -           | -           | 127    | 1      |        |

## Palmarès

### Club

#### Competizioni nazionali
- Primera B Nacional: 1

Aldosivi: 2024